# Zjdanovdoctrine
De zjdanovdoctrine of het zjdanovisme (Russisch: доктрина Жданова, doktrina Zhdanova of ждановизм, zhdanovizm of ждановщина, zhdanovshchina) was een culturele doctrine opgelegd door de Sovjetautoriteiten. De doctrine werd ontwikkeld door Andrej Zjdanov in 1946. 
De zjdanovdoctrine hield in dat de wereld was verdeeld in twee kampen; een imperialistisch deel geleid door de Verenigde Staten van Amerika en een democratisch deel geleid door de Sovjet-Unie. Elk land moest een kant kiezen, neutraliteit in de doctrine was onmogelijk. De zjdanovdoctrine veranderde snel in een cultureel beleid hetwelk inhield dat artiesten, kunstenaars, muzikanten, schrijvers en denkers naar denkbeeld van de Communistische Partij van de Sovjet-Unie moesten werken. Dit beleid werd enigszins versoepeld na de aanstelling van Nikita Chroesjtsjov en diens destalinisatie.
De resolutie uit 1946 was gericht tegen twee literaire bladen; Zvezda en  Leningrad. Deze zouden apolitiek, individualistisch en bourgeois zijn. 
Op 10 februari 1948 werd een nieuwe resolutie afgegeven die gericht was tegen vooraanstaande componisten uit de Sovjet-Unie als Dmitri Sjostakovitsj, Nikolaj Mjaskovski, Sergej Prokofjev en Aram Chatsjatoerjan. Zij zouden zich schuldig gemaakt hebben aan formalisme, wat inhield dat zij componeerden 'om de vorm' en niet ten dienste van het communistische ideaal. Hierop werd een speciaal congres georganiseerd door de Bond van Sovjetcomponisten waarbij vele componisten publiekelijk berouw moesten tonen. De veroordeelde componisten kregen pas eerherstel na een nieuwe resolutie die van kracht werd op 28 mei 1958.